# Marta Domínguez
Marta Domínguez Azpeleta (Palencia, 3 de noviembre de 1975) es una exatleta española, que compitió en las especialidades de medio fondo y fondo (1500, 2.000, 3000, 5.000 y campo a través) y fue dos veces campeona de Europa de 5.000 metros en Múnich 2002 y Gotemburgo 2006.
Como consecuencia de una serie de irregularidades en su pasaporte biológico, el Tribunal de Arbitraje Deportivo (TAS) la sancionó en noviembre de 2015 con tres años de inactividad deportiva oficial y le retiró sus resultados conseguidos entre el 5 de agosto de 2009 y el 8 de julio de 2013. En consecuencia, le fue revocado su título de campeona del mundo de 3000 metros obstáculos conseguido en el Mundial de Berlín 2009 y el subcampeonato del Europeo de 2010.
Formó parte del grupo municipal del Partido Popular en el Ayuntamiento de Palencia entre 2003 y 2007. En noviembre de 2011, fue elegida senadora del Partido Popular por Palencia, pasando a ser la portavoz popular de Educación y Deporte en la cámara alta entre 2011 y 2015.
En el 2016 oposita al Cuerpo Nacional de Policía. Tanto en su escala básica como en la ejecutiva con una puntuación de 9,33 en las pruebas físicas.

## Trayectoria deportiva
Marta Domínguez era fácilmente identificable durante las pruebas que disputaba debido a llevar siempre en la cabeza una cinta de color rosa que le regaló su abuela y que utiliza como amuleto. En 2002 ganó las carreras de 3000 m en los europeos en pista cubierta, y 5000 m al aire libre. Asimismo tiene dos medallas de plata de los campeonatos del mundo de 2001 y 2003, y fue nombrada mejor atleta española en ambos años. En 2006 volvió a ganar en la prueba de los 5000 metros durante el Campeonato de Europa de Atletismo de Gotemburgo.
Marta Domínguez participó en los Juegos Olímpicos de verano de 1996 y 2000. No estuvo presente en 2004 y volvió con un 14.º puesto de los campeonatos del mundo de 2005.
En el año 2007 se proclamó campeona de Europa de Cross individual y por equipos junto a Rosa María Morató, Iris Fuentes-Pila, Alesandra Aguilar, Judith Plà y Sonia Bejarano. Con este logro ha conseguido algo que ninguna otra atleta europea había conseguido antes y es ser campeona de Europa en Pista Cubierta, al aire libre y de campo a través.
Durante el inicio del año 2008, tras una lesión que afectó sus entrenamientos para los Juegos Olímpicos de Pekín 2008, se decidió a participar en los 3000 m obstáculos, prueba totalmente nueva para ella. En su primera participación en la prueba consiguió la mínima haciendo 9' 39" y en su segunda participación, en el miting Ciudad de Barcelona, consiguió la plusmarca española de la prueba con 9' 21" 76. Una vez en Pekín, tras una buena actuación en la fase previa (nueva plusmarca española), sufrió una caída en la final a tan solo 200 m de la meta, cuando estaba en el grupo de cabeza, y no llegó a terminar la carrera.
En junio de 2009, batió el récord de España en la Reunión Internacional de Atletismo de Andalucía, con una marca de 9' 16" 50, mejor marca mundial y 5.ª mejor de la historia. Apenas un mes después, el 25 de julio volvió a batir su propio récord de España, con una marca de 9' 09" 38.

### Clubes
| Temporada | Equipo                    | Entrenador   |
| --------- | ------------------------- | ------------ |
| 1990/92   | C.D. Venta de Baños       |              |
| 1992/93   | Seur León                 |              |
| 1993/95   | Palencia At. Caja España  |              |
| 1995/96   | Nike - C.E. Universitario |              |
| 1996/02   | Nike Internacional        |              |
| 2002/05   | Nike Bowerman             | Mariano Díez |
| 2005/10   | Nike Running              |              |

## Mejores marcas

### Mejores marcas personales
| Prueba          | Resultado | Fecha      | Lugar                   | Nota                                      |
| --------------- | --------- | ---------- | ----------------------- | ----------------------------------------- |
| 1500 m          | 4:06.08   | 25/07/2000 | Barcelona (España)      | 8.ª mejor marca española                  |
| 3000 m          | 8:28.80   | 11/08/2000 | Zúrich (Suiza)          | Récord de España Récord de Iberoamérica   |
| 5000 m          | 14:48.33  | 26/08/2003 | París (Francia)         | 3.ª mejor marca española                  |
| 10000 m         | 30:51.69  | 07/08/2006 | Gotemburgo (Suecia)     | Récord de España                          |
| 1500 m (indoor) | 4:07.69   | 09/02/2002 | Sevilla (España)        | Récord de España                          |
| 2000 m (indoor) | 5:49.55   | 08/03/1998 | Sindelfingen (Alemania) | Récord de España                          |
| 3000 m (indoor) | 8:40.98   | 10/03/2001 | Lisboa (Portugal)       | Récord de España y récord del Campeonato. |

### Otras marcas
| Prueba          | Resultado | Fecha      | Lugar                               | Nota                                                                                |
| --------------- | --------- | ---------- | ----------------------------------- | ----------------------------------------------------------------------------------- |
| 1500 m (indoor) | 4:16.74   | 11/02/1996 | Villafranca del Panadés (España)    | Mejor Marca del Campeonato de España "Promesa" (menos de 22 años) en pista cubierta |
| 1500 m          | 4:13.61   | 13/07/1996 | San Sebastián de los Reyes (España) | Mejor marca del Campeonato de España "Promesa" (menos de 22 años)                   |
| 3000 m (indoor) | 8:52.74   | 08/03/1997 | París (Francia)                     | Mejor marca "Promesa" (menos de 22 años)                                            |
| 5000 m          | 15:21.97  | 01/08/1998 | San Sebastián (España)              | Récord del Campeonato de España                                                     |
| 1500 m          | 4:21.83   | 10/07/1993 | San Sebastián (España)              | Mejor marca del Campeonato de España Júnior                                         |

## Palmarés
| Año  | Competición                          | Sede                    | Resultado | Prueba     |
| ---- | ------------------------------------ | ----------------------- | --------- | ---------- |
| 1996 | Europeos en Pista Cubierta           | Estocolmo, Suecia       | 3.ª       | 3000 m     |
| 1998 | Europeos en Pista Cubierta           | Valencia, España        | 3.ª       | 3000 m     |
| 1998 | Campeonato Europeo                   | Budapest, Hungría       | 3.ª       | 5000 m     |
| 2001 | Mundial                              | Edmonton, Canadá        | 2.ª       | 5000 m     |
| 2002 | Europeos en Pista Cubierta           | Viena, Austria          | 1.ª       | 3000 m     |
| 2002 | Campeonato Europeo                   | Múnich, Alemania        | 1.ª       | 5000 m     |
| 2003 | Mundial                              | París, Francia          | 2.ª       | 5000 m     |
| 2006 | Campeonato Europeo                   | Gotemburgo, Suecia      | 1.ª       | 5000 m     |
| 2007 | Europeos en Pista Cubierta           | Birmingham, Reino Unido | 2.ª       | 3000 m     |
| 2007 | Campeonato Europeo de Campo a Través | Toro, España            | 1.ª       |            |
| 2009 | Mundial                              | Berlín, Alemania        | DSQ (1.ª) | 3000 m obs |
| 2010 | Campeonato Europeo                   | Barcelona, España       | DSQ (2.ª) | 3000 m obs |

- Campeona del Cross Internacional de Venta de Baños en categoría inferior.
- Campeona de la San Silvestre Vallecana en los años 2002, 2003 y 2008.
- Campeona de la Carrera Urbana Internacional Noche de San Antón (Jaén) en 2004, 2006 y 2008.
- Campeona del Gran Premio Diputación de Salamanca en los 1500 metros 2009.

## Implicación en una red de dopaje
El 9 de diciembre de 2010 fue detenida por la Guardia Civil dentro de una investigación sobre dopaje denominada Operación Galgo, en la que también se vieron implicados su entrenador y el médico Eufemiano Fuentes. Tras prestar declaración, quedó en libertad con cargos. Según fuentes de la investigación, se encontraron en su casa medicamentos y documentación vinculados con la red desarticulada (de la que hubo 14 detenidos entre médicos deportivos, farmacéuticos, entrenadores, representantes y deportistas de élite), a la que se imputó un delito contra la salud pública.
Al día siguiente, la Real Federación Española de Atletismo la suspendió cautelarmente como Vicepresidenta, cargo al que no volvió.
Según se informó en días posteriores, la Unidad Central Operativa de la benemérita venía realizando un seguimiento a la atleta desde abril, período durante el cual recabó fotografías y conversaciones telefónicas que la vinculaban con la red. Por su parte, la deportista, en unas primeras declaraciones escritas realizadas cuatro días después de su detención, afirmó que en el registro efectuado en su casa no se habían encontrado sustancias prohibidas.
El 22 de diciembre compareció ante la juez titular del Juzgado de Instrucción número 24 de Madrid como imputada en la trama, quedando a continuación en libertad con cargos por un delito contra la salud pública y blanqueo de dinero (en su posterior declaración a los medios, Domínguez negó cualquier implicación). A principios de enero de 2011, la Fiscalía pidió que se anulase el testimonio de Domínguez por haberlo hecho con la doble condición de imputada y testigo. A finales de ese mismo mes, la juez titular del Juzgado 24 de Madrid promulgó un auto por el que el proceso de la «Operación Galgo» se dividía en cuatro partes distintas, quedando la imputación individual a Marta Domínguez separada del procedimiento colectivo para los supuestos cabecillas de la red ilegal de tráfico de sustancias ilegales; por otro lado, el auto ratificaba la imputación a Domínguez de tráfico de anabolizantes y se le acusaba también de cometer un delito contra la hacienda pública.
En el mes de abril, tras los resultados negativos en los análisis realizados por la Agencia Española del Medicamento, la Agencia Estatal Antidopaje y el laboratorio de Colonia, la juez de la 'operación Galgo', Mercedes Pérez Barrios, archivó el caso por suministro de sustancias dopantes, exculpando a Marta Domínguez de una de las acusaciones que existían en su contra (se mantenían las imputaciones por un presunto delito fiscal y por, supuestamente, haber suministrado sin receta y administrado un fármaco a otro deportista).
A mediados de mayo, la juez dictó un auto que incluía la anulación de las escuchas telefónicas practicadas por la Guardia Civil a la atleta.
En julio, la juez Mercedes Pérez Barrios, exculpó a la atleta tanto del cargo de dopaje, como del de suministrar sin receta fármacos a su compañero de entrenamientos libres Eduardo Polo.
Finalmente, en noviembre, la juez archivó la causa contra la atleta por Delito Fiscal, haciéndose referencia en el auto a una «reprochable infracción tributaria». Por lo demás, en el escrito judicial quedó indicado también que «lo que se pone de manifiesto son las sospechas de que Marta Domínguez fuese consumidora de sustancias prohibidas en el deporte, lo que daría lugar a una sanción en dicho ámbito, pero nunca a una imputación penal».
El 21 de mayo de 2013 se hizo público que la Federación Internacional de Atletismo le abría expediente por dopaje, esta vez basado en el estudio de su «pasaporte biológico» durante varios años. En octubre, en un documento de la IAAF se pedían cuatro años de sanción para la atleta. En marzo de 2014, la Federación Española de Atletismo, absolvió a la atleta en relación con este asunto; con todo, IAAF decidió seguir adelante con el caso y llevarlo ante el Tribunal de Arbitraje Deportivo (TAS). A principios de septiembre de ese mismo año, un juzgado de Palencia decretó que IAAF no utilizase los datos biológicos obtenidos en los análisis de sangre de la atleta hasta que no hubiese una resolución definitiva del proceso de protección de datos planteado por Domínguez.
En noviembre de 2015, el TAS reconoció su dopaje deportivo, sancionándola con tres años de suspensión, y anuló los resultados obtenidos por la atleta entre el 5 de agosto de 2009 y el 8 de julio de 2013, por lo que retiró su oro en los mundiales de Berlín y la plata de los europeos de Barcelona, entre otros resultados. En consecuencia, el 8 de febrero de 2016, le fue retirada su condición de deportista de alto nivel por parte del Consejo Superior de Deportes (CSD).

## Actividad política
En 2003, formó parte de las listas del Partido Popular al Ayuntamiento de Palencia como independiente. Tras las elecciones, obtuvo el acta de concejal, dedicándose durante la legislatura al área de deportes.
En noviembre de 2011, obtuvo un escaño en el Senado, al salir elegida en su condición de primera de la lista de la candidatura del Partido Popular de Palencia en las elecciones generales de España de ese año.
La exatleta, además, fue eliminada de las listas del PP al Congreso por Madrid poco antes de ser sancionada por dopaje.

## Premios, reconocimientos y distinciones
- Medalla de Oro de la Real Orden del Mérito Deportivo, otorgada por el Consejo Superior de Deportes (2003)
- Medalla de Bronce de la Real Orden del Mérito Deportivo, otorgada por el Consejo Superior de Deportes (1999)
- Premio Reina Sofía en 2002 y 2009, otorgado por el Consejo Superior de Deportes y entregado en la gala anual de los Premios Nacionales del Deporte.[38]
- En 2011 estuvo entre los 19 candidatos al Premio Príncipe de Asturias de los Deportes.[39]

### Otros honores
- El Pabellón Municipal de Palencia fue denominado «Pabellón de Deportes Marta Domínguez», aunque en 2017 le fue retirado el nombre tras su sanción por dopaje.
- Una estatua en su honor, obra de Luis Alonso, fue colocada en Palencia en 2012, aunque fue retirada en 2018 tras su sanción por dopaje.
- El polideportivo de Venta de Baños (Palencia) pasó de denominarse «Pabellón Municipal» a llevar el nombre de esta atleta: «Pabellón Municipal de Deportes Marta Domínguez».
- La Escuela Provincial de Atletismo de Palencia lleva su nombre y se inició el 8 de enero de 2007 en los municipios de Aguilar de Campoo, Cervera de Pisuerga, Guardo, Saldaña, Carrión de los Condes, Herrera de Pisuerga, Paredes de Nava, Venta de Baños y Baltanás.
- Posee una calle en la capital palentina, situada en el barrio del Sector 8.